# Dragomir Mrsic

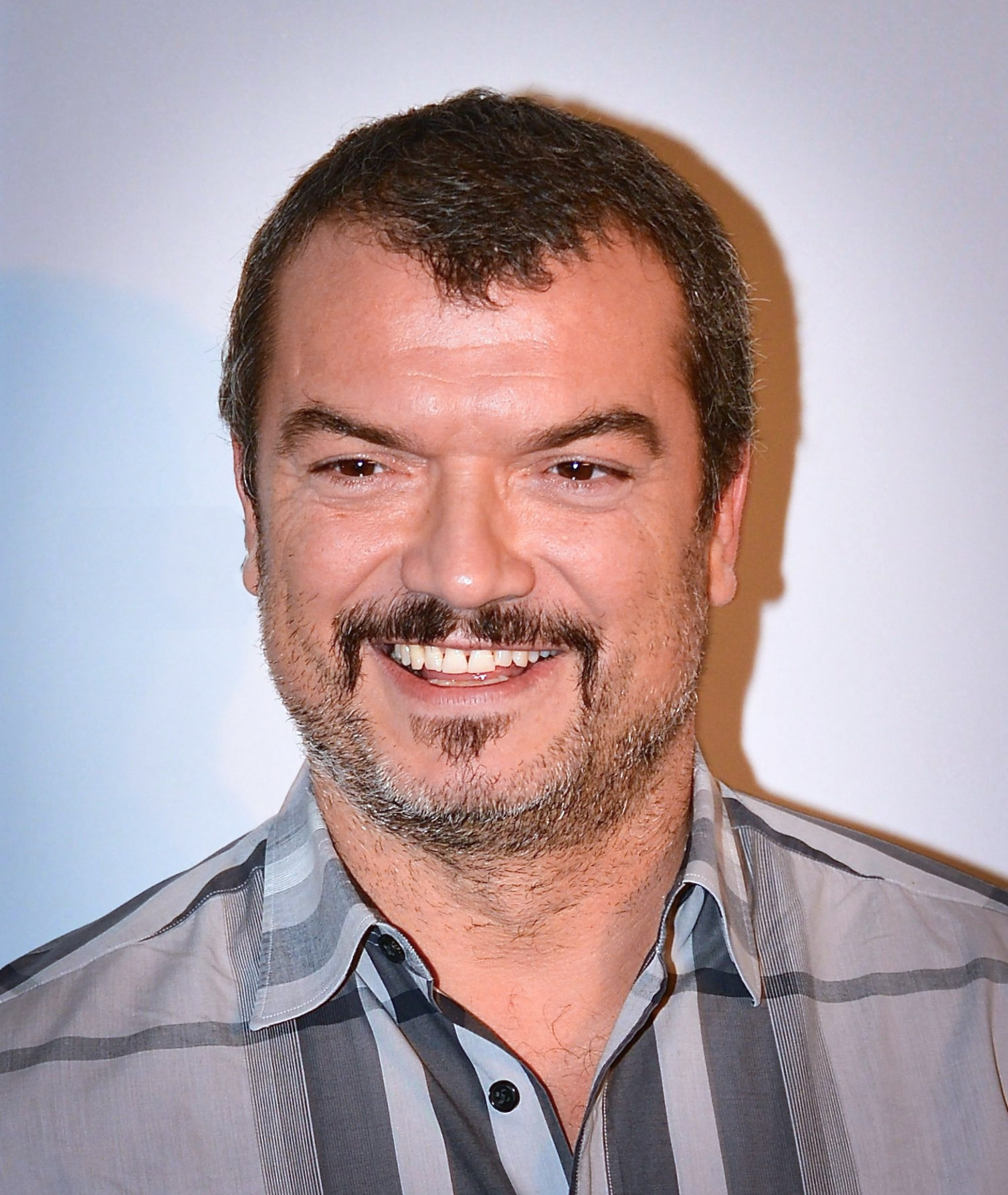
Dragomir Mrsic

Dragomir Mrsic (* 2. Oktober 1969 in Prijedor, Jugoslawien) ist ein schwedischer Kampfsportler und Schauspieler.

## Leben
Dragomir Mrsic wuchs im Stockholmer Vorort Fittja auf und begann bereits in frühen Jahren mit Taekwondo. Mit dem schwedischen Schauspieler Liam Norberg überfiel er am 5. November 1990 eine Stockholmer Bank und war anschließend mit dem gestohlenen Geld mehrere Jahre auf Weltreise, bevor er Mitte der 1990er Jahre mit Hilfe von DNA-Spuren am Tatort überführt werden konnte. Nachdem er dafür 3,5 Jahre im Gefängnis seine Strafe ab saß, begann er als Kampfsporttrainer und -berater für mehrere Organisationen und Projekte zu arbeiten.
Wegen seiner Vergangenheit, seiner Kampfsporterfahrung und seinem Aussehen schaffte Mrsic den Sprung ins Schauspielgeschäft und wurde seit 2006 zunächst vorwiegend als Gangster besetzt, so in Leo oder als Auftragskiller Mrado im 2010 erschienenen Easy Money – Spür die Angst. 2014 war er im Science-Fiction-Film Edge of Tomorrow zu sehen.

## Filmografie (Auswahl)
- 2006: Exit – Lauf um dein Leben (Exit)
- 2007: Gangster
- 2007: Leo
- 2009: Mankells Wallander: Der Kurier (Kuriren)
- 2010: Easy Money – Spür die Angst (Snabba Cash)
- 2012: Snabba Cash II
- 2014: Edge of Tomorrow
- 2014–2017: Torpederna (Fernsehserie, 12 Episoden)
- 2017: Man Divided
- 2017–2019: Alex (Fernsehserie, 12 Episoden)
- 2018: Die Patchworkfamilie